# Ranquitte
Ranquitte (Rankit en créole haïtien) est une commune d'Haïti dans le département du Nord et de l'Arrondissement de Saint-Raphaël.
La commune de Ranquitte est située à une cinquantaine de kilomètres de la ville portuaire de Cap-Haïtien.

## Démographie
La commune est peuplée de 25 195 habitants(recensement par estimation de 2009).

## Administration
La commune est composée des sections communales de :
- Bac-à-Soude
- Bois-de-Lance
- Cracaraille

## Économie
L'économie locale repose sur la culture du café et du citron vert.